# Roch Godart
Pour les articles homonymes, voir Godart.
Roch Godart, né le 30 avril 1761 à Arras, mort à Rennes le 8 mai 1834, est un général français de la Révolution et de l’Empire. 
Il combattit notamment dans les Îles du Levant, sur les côtes dalmates et en Espagne. Il fut gouverneur militaire de Vilnius (1812), prit part à la bataille de Dresde où il fut blessé (1813), puis capturé et détenu en Hongrie (1814). Pendant les Cent-Jours, il fut gouverneur militaire du département du Tarn. Lors de la seconde Restauration, il fut placé en demi-solde.

## États de service
Il était entré au service du Roi le 13 mars 1779 comme soldat au régiment d'Orléans, 44e d'infanterie, et y fut nommé caporal le 1er mars 1782. Il obtint son congé absolu le 4 octobre 1786 et se retira dans ses foyers. 
Lorsque la guerre de la Révolution française commença, il reprit du service et fut nommé, le 31 octobre 1792, lieutenant-colonel en second du 6e bataillon de volontaires du Pas-de-Calais, devenu, par suite d'amalgames et d'organisations, 198e demi-brigade de première formation, puis 79e demi-brigade de deuxième formation et 79e régiment d'infanterie de ligne. 
Le 1er août 1793, il fut fait chef de bataillon commandant ce même corps. Employé à l'armée du Nord en 1792 et 1793, il se trouva au siège de Dunkerque, où il eut un cheval tué sous lui. Après le déblocus de celle place, il passa à l'armée de Sambre-et-Meuse, y servit pendant les ans II et III, et marcha sous les ordres de Jourdan au déblocus de Maubeuge, où il commandait 3 bataillons réunis. Il prit une part active au siège de Maastricht, et après l'occupation de cette place, le gouvernement l'envoya à l'armée de Rhin-et-Moselle.
Il servit aussi au blocus de Mayence, et à la formation des demi-brigades, il fut nommé le 1er floréal an III, chef de la 198e demi-brigade de première formation qui se composait des 6e et 8e bataillons du Pas-de-Calais et du 10e bataillon de Paris. C'est avec ce corps qu'il fut chargé de garder les bords du Rhin, entre Neuf-Brisach et Strasbourg. À l'organisation du 2 pluviôse an IV, la 198e prit le no 79, et reçut par incorporation quelques bataillons d'autres corps. Godart fit avec le général Moreau la guerre en Souabe et dans le Tyrol. La 79e qui pendant cette campagne eut constamment à lutter contre une division autrichienne forte de 10 à 12 000 hommes, y perdit 64 officiers et 1 600 sous-officiers ou soldat tués, blessés ou faits prisonniers.
Au commencement de vendémiaire an V, la 79e repassa le Rhin à Huningue et concourut au siège de Kehl. Après la reddition de ce fort, dirigée sur l'armée d'Italie, elle prit part aux opérations militaires de la campagne de l'an V. Le traité de Campo-Formio ayant mis fin à la guerre d'Italie, Godart fut envoyé aux îles du Levant avec sa demi-brigade, et y resta pendant les ans VI et VII. Chargé du commandement de la place de l'île de Corfou, il soutint pendant quatre mois un siège des plus vigoureux. Enfin, malgré ses efforts et son courage, la place de Corfou dut capituler et la garnison rentra en France. Le reste de la 79e, qui composait les garnisons de Céphalonie, d'Ithaque et de Sainte-Maure, fait prisonnier par les Turcs, fut conduit au bagne de Constantinople.
La 79e, qui durant son séjour dans les îles du Levant avait donné de nouvelles et nombreuses preuves de dévouement et avait perdu près de la moitié de son effectif par le feu de l'ennemi, reçut, en arrivant à Lyon, l'ordre de venir tenir garnison à Paris, où elle se mêla aux événements du 18 brumaire an VIII. Elle y demeura peu de temps après, et partit pour l'armée de l'Ouest, avec laquelle elle fit les campagnes des ans VIII, IX et X, sous les ordres des généraux en chef Brune et Bernadotte. Employé aux camps de Bayonne et de Saintes, pendant les ans XII et XIII, Godart fut nommé le 19 frimaire an XII, membre de la Légion d'honneur, officier de l'Ordre le 25 prairial suivant, et désigné par l'Empereur pour faire partie du collège électoral du Pas-de-Calais.
Vers la fin de l'an XIII, le colonel Godart reçut l'ordre de se rendre, avec les trois premiers bataillons de son régiment, à l'armée d'Italie, sous les ordres du maréchal Masséna. Il fit partie de la division Molitor, et se trouve, le 8 brumaire an XIV, à la bataille de Caldiero, où il mit en déroute une colonne de 6 000 hommes de troupes hongroises, lui fit  environ 1 200 prisonniers et dégagea les divisions Duhesme et Gardanne qui se trouvaient compromises.
Passé en 1804 en Dalmatie avec le général Molitor, il marcha au secours de la ville de Raguse, où le général Lauriston se trouvait bloqué par un corps de 3 000 Russes et 6 000 Monténégrins. La colonne commandée par le colonel Godart se composait, de quatre compagnies d'élite du   81e de ligne, de quelques chasseurs d'Orient et d'un détachement de Morlaques, formant un total d'environ 1 800 hommes. 
Le 6 juillet 1804, elle se trouva en présence de l'ennemi ; le colonel Godart, sans calculer la disproportion de ses forces, mais comptant, sur la bravoure de  ses troupes, auxquelles il donnait d'ailleurs toujours l'exemple, aborda hardiment l'ennemi. Après une charge à la baïonnette, vigoureusement exécutée, les Monténégrins et les Russes furent culbutés et mis dans une déroute telle qu'ils ne purent se rallier et qu'ils laissèrent au pouvoir des Français toute leur artillerie, leurs munitions et leurs bagages. La place de Raguse se trouva alors débloquée. Le colonel Godart prit une part  glorieuse aux affaires qui eurent lieu dans le Canali et près de Castel-Nuovo, contre les Monténégrins et les Russes pendant les mois de septembre et d'octobre de la même année. Il fut de toutes les expéditions qui eurent lieu en 1807 et 1808 contre les insurgés turcs et dalmates, et fit la campagne de 1809 en Allemagne.
À la bataille de Gospić, son régiment soutint les efforts de l'armée autrichienne qui voulait s'opposer au passage des Français dans la Croatie. Il combattit encore à Gratz et à la bataille de Wagram, et sa conduite dans celte dernière journée lui valut le grade de général de brigade, qui lui fut conféré le 11 septembre 1809. Peu de temps après, Napoléon le créa baron de l'Empire. Employé comme général de brigade au corps du duc d'Abrantès, le 14 du même mois, il fit les guerres de 1810 et 1811 aux armées d'Espagne et de Portugal, et assista au sièges d'Astorga, de Ciudad Rodrigo et d'Almeida.
Rentré en France vers la fin de 1811, et nommé le 27 novembre, commandant du département du Tarn (9e division militaire), il reçut le 22 juillet 1812, l'ordre de se rendre en poste à la Grande Armée de Russie, y fut nommé gouverneur de Vilnius, et attaché le 17 septembre suivant, au  4e corps, sous les ordres du prince Vice-Roi Eugène Napoléon. Désigné, le 1er juin 1813, pour faire partie du corps d'observation de forteresse Mayence, il commanda l'avant-garde qui se porta sur les frontières de la Bohême. Le général Godart ayant avec lui environ 1 500 hommes d'infanterie, 200 chasseurs à cheval et deux pièces de canon, fut attaqué, le 22 août par l'avant-garde ennemie, forte de 4 000 fantassins, un régiment de cavalerie et de six pièces d'artillerie. Il repoussa vigoureusement les premières charges des Autrichiens ; mais attaqué de nouveau et ayant perdu près du tiers de son monde, il effectua sa retraite sur Dresde, disputant le terrain pied à pied.
Il eut en cette occasion deux chevaux tués sous lui, et reçut une forte contusion au bras droit. Le 26, à la bataille de Dresde, le général Godart reçut un coup de feu qui lui traversa la cuisse. Obligé de quitter le champ de bataille et transporté à Dresde, il y resta jusqu'au moment de la capitulation qui portait que les Français rentreraient dans leur pays, Cette capitulation ayant été indignement violée, le général Godart et ses compagnons d'armes furent considérés comme prisonniers de guerre. Conduit en Hongrie, il y demeura jusqu'à la paix de 1814.
Rentré en France au mois de mai, et mis en non-activité, il fut créé chevalier de Saint-Louis par ordonnance royale du 19 juillet 1814, et commandeur de la Légion d'honneur le 23 août de la même année. Lors de son retour de l'île d'Elbe, l'Empereur, par décret du 29 mars 1815, confia de nouveau au général Godart le commandement du département du Tarn. Au second retour des Bourbons, il reçut l'ordre, le 8 août 1815, de cesser ses fonctions et fut admis à la retraite le 6 octobre de la même année.
Il est mort à Rennes, le 8 mai 1834.

## Armoiries
| Figure | Blasonnement |
|        | Armes du baron Roch Godart et de l'Empire Coupé ; la premier parti d'or, au palmier de sinople, et de gueules au signe des barons tirés de l'armée ; le deuxième d'azur au vaisseau d'or, soutenu d'une mer d'argent, chargée d'un banc de sable, mouvant du flanc dextre - Livrées : Bleu, blanc, rouge et jaune. />. |

## Source
« Roch Godart », dans Charles Mullié, Biographie des célébrités militaires des armées de terre et de mer de 1789 à 1850, 1852 [détail de l’édition]
- J.-B. Antoine, Mémoires du général baron Roch Godart, Flammarion, 1895